# Path (album)
Path is het zesde muziekalbum van de Zweedse band Ragnarök in 32 jaar tijd. Het vorige album Well dateerde alweer uit 1991; De tijd dat tussen het uitbrengen van de albums zit, is relatief lang. Het album Path bestaat uit instrumentale gitaargerichte muziek, die lijkt op de gitaarrock van Wishbone Ash in hun begindagen. Het album is opgenomen in Koppom, Zweden, op Lakansvind en de overdubs na; deze zijn opgenomen in Stockholm; Chinese river is opgenomen in Kalmar, de thuisbasis van de band. Nabo speelt toetsen, doch die zijn amper te horen.

## Musici
- Peter Bryngelsson – gitaar, dobro
- Henrik Strindberg – gitaar
- Steffan Strindberg – basgitaar
- Peder Nabo – toetsen, sitar en gitaar
- Thomas Wiegert – slagwerk met
- Kent Olsson – gitaar op Lakensvind
- Dan Jonsson – GR33 op Lakensvind

## Composities
1. September ( H. Strindberg / Bryngelsson) (4:30)
2. Windowns and mirrors (Nabo) (5:04)
3. Waterlevels (Bryngelsson) (5:51)
4. Dog 1 (band) (6:33)
5. Chines river (H. Strindberg / Nabo) (7:04)
6. Angel (Bryngelsson) (4:32)
7. Lakansvind (Jonsson) (5:30)
8. Dog 2 (band) (10:10)